# Norsk konst

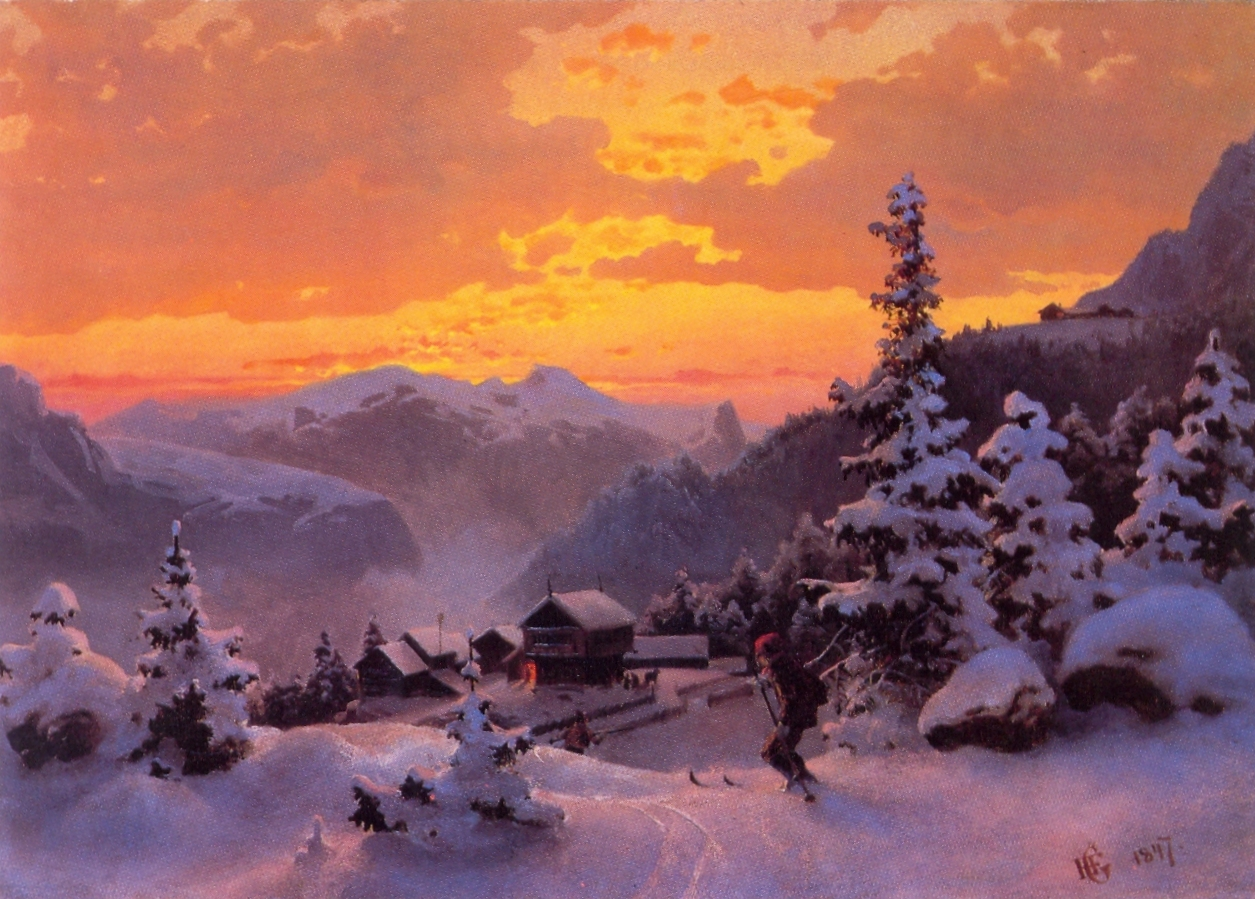
Hans Gudes Vinterettermiddag (Vintereftermiddag) (1847).

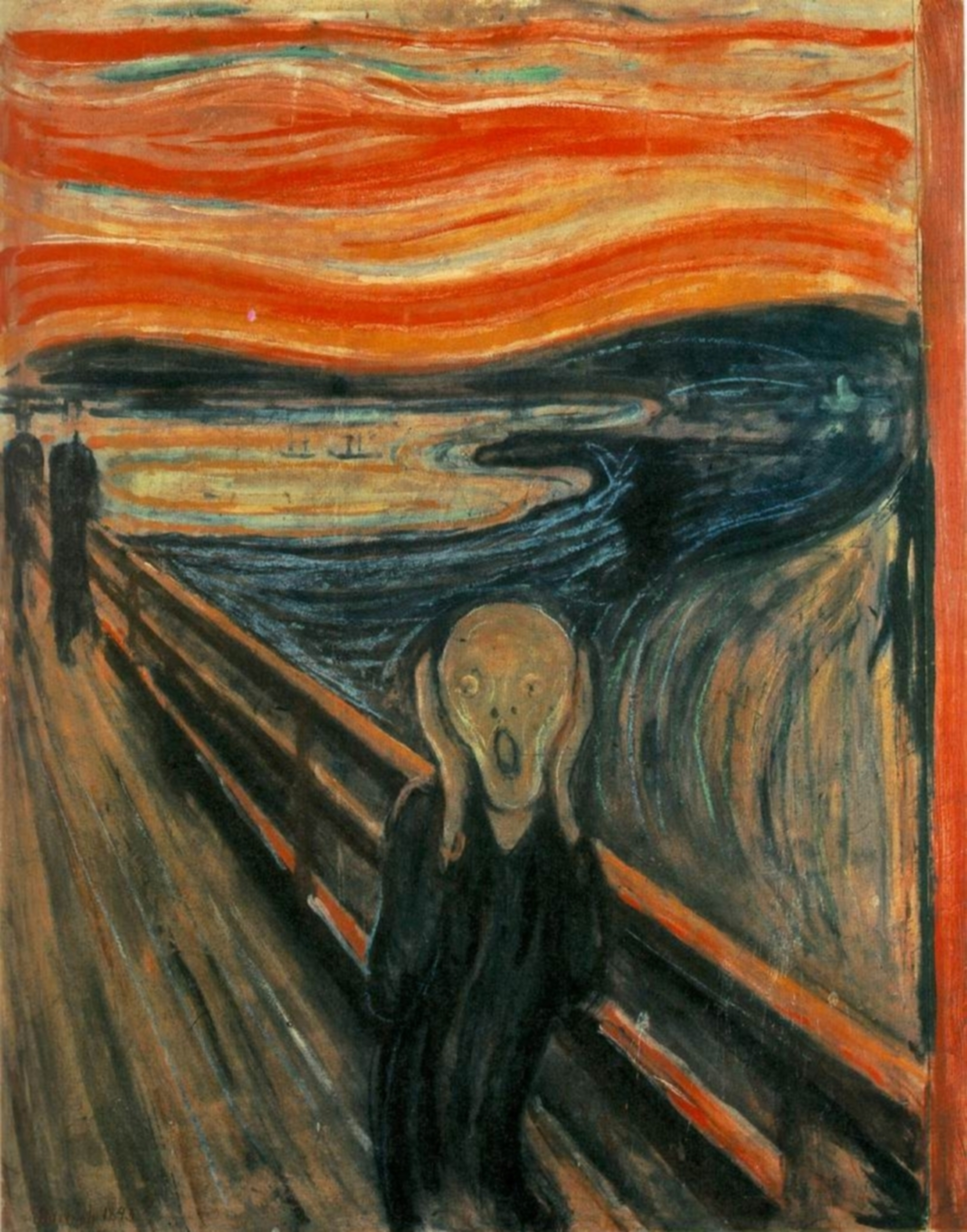
Munchs Skriet (1893).

Norsk konst har under mycket av sin historia betraktas som en del av den större nordiska konsten i Skandinavien. Den har, särskilt sedan cirka 1100-talet, varit starkt påverkad av större trender i europeisk konst. Efter andra världskriget har inflytandet från USA stärkts väsentligt.
Även om landet vanligtvis inte ses som ett alltför viktigt centrum för konstproduktion eller konstexport, har Norge ändå varit relativt framgångsrikt i att fortsätta med sin konst; i synnerhet att tacka för den relativt milda form av den norska reformationen, och avsaknaden av efterföljande omfattande ombyggnad och inredning av kyrkor har inneburit att Norge liksom de andra nordiska länderna har ett ovanligt rikt antal kvarlevor av medeltida kyrkomålningar och installationer. En period när nordisk konst utövade ett starkt inflytande över resten av norra Europa var under vikingatiden, och det finns många kvarlevor, både i stenmonument som lämnas orörda runtom på landsbygden, och föremål som grävts ut i modern tid.
Reformationen och förlust av ett permanent hov efter Kalmarunionen 1397 har kraftigt stört norska konstnärliga traditioner, och lämnade de befintliga målarna och skulptörerna utan stora målgrupper att sälja till. Kraven i den lilla aristokratiska klassen var främst för porträtt, oftast av importerade konstnärer, och det var inte förrän 1800-talet som ett betydande antal norrmän var utbildade i modern stil.
Norsk konst kom till sin rätt under 1800-talet, särskilt med de tidiga landskapsmålarna. Innan detta har konstscenen i Norge dominerats av importen från Tyskland och Holland och genom inflytande av landets danska styre, till en början med landskapsmåleri, och senare även med impressionism och realism. För resten av världen är det dock Edvard Munch (1863–1944) som är den mest kända konstnären inom norsk konst, även om andra mycket välbegåvade målare härstammade från landet.

## Tidig konst i Norge

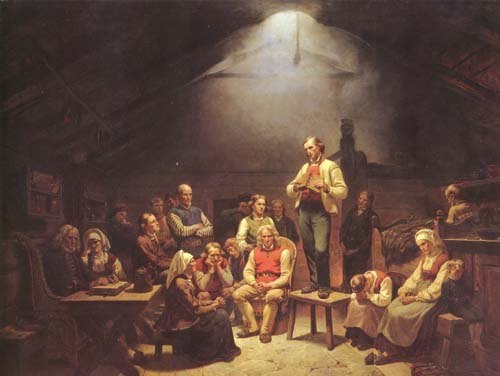
Adolph Tidemand's Haugianerne (läsarna), målad 1852.

Johan Christian Dahl (1788–1857) sägs ofta vara fadern till norsk landskapsmålning. Efter en tid i Köpenhamn gick han med i Dresdens konstskola som han gav ett viktigt bidrag till. Han återvände så småningom för att måla landskap i västra Norge, vilket ledde till att han klart definierade norskt landskapsmåleri för första gången.
En annan tidig bidragsgivare var Johannes Flintoe (1787–1870), en dansk-norsk målare, känd för sin norska landskapsmålning och konst med folkdräkter som motiv. Han undervisade vid teckningsskolan (Tegneskolen) i Christiania (nuvarande Oslo) från 1819 till 1851, där några av hans elever sedermera kom att bli välkända konstskapare, såsom Hans Gude och Johan F. Eckersberg.
Adolph Tidemand (1814–1876) studerade i Köpenhamn, i Italien och slutligen i Düsseldorf, där han bosatte sig. Han återkom ofta till Norge, och hans mest kända målningar är Brudfärden i Hardanger (tillsammans med Hans Gude, 1848) och Haugianerne (Läsarna, 1852).
Norges självständighet från Danmark 1814 uppmuntrade målare till att utveckla en egen norsk kulturell identitet inom konsten, speciellt med landskapsmåleri av konstnärer som Kitty Kielland, 1843–1914, en tidig kvinnlig konstnär som studerade under Gude och Harriet Backer, 1845-1932, en annan pionjär bland kvinnliga konstnärer, påverkad av impressionismen.

## Impressionisterna och neo-romanticisterna

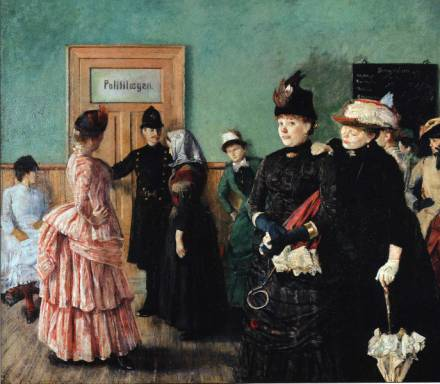
Christian Krohg, Albertine i polisläkarens väntrum (1885–87)

Frits Thaulow, 1847–1906, en impressionist, var från början en elev av Hans Gude. Han var senare påverkad av konstscenen i Paris, där han utvecklade impressionistiska talanger. Då han återvände till Norge på 1880-talet, blev han en av de ledande personerna på den norska konstscenen, tillsammans med Christian Krohg och Erik Werenskiold.
Christian Krohg, 1852–1925, realistiska målare, var också påverkad av Paris konst. Han är ihågkommen för sina målningar av prostituerade som orsakade något av en skandal.
Thorolf Holmboe (1866–1935) studerade under Hans Gude i Berlin mellan 1886 och 1887 och Fernand Cormon i Paris mellan 1889 och 1891. Han var inspirerad av många olika stilar på olika punkter i sin karriär, inklusive Naturalism, Neo-romantik, Realism och Impressionism.
Nikolai Astrup (1880–1928) växte upp i Jølster i västra Norge. Efter att ha studerat konst i Oslo och tillbringat tid i Paris och i Tyskland återvände han till Jølster där han specialiserade på att måla neoromantiska landskap med klara, starka färger. Han är ihågkommen som en av de största norska konstnärerna från början av 1900-talet.
Lars Hertervig (1830–1902) från Tysvaer i sydvästra Norge målade semifantastiska verk inspirerade av det kustnära landskapet i Ryfylke. Hertervig genomförde ett antal verk på papper med akvareller, då han ofta gjorde pappersbasen själv från upphittade kasserade bitar av papper. Konstmuseet under det större museet Stavangermuseet i Stavanger, Rogaland, har den mest betydande samlingen av verk av Hertervig i Norge.
Harald Sohlberg, (1869–1935), en neo-romanticist, är ihågkommen för sina målningar av Røros, och den norska "nationalmålningrn" Vinternatten i Rondane.

## Edvard Munch
Norges mest berömda konstnär är Edvard Munch (1863–1944), en symbolist som lade grunden till expressionismen. Hans kändaste verk är Skriet; den har allmänt tolkats som ett uttryck för den ångest som plågar den moderna människan.

## Andra konstnärer

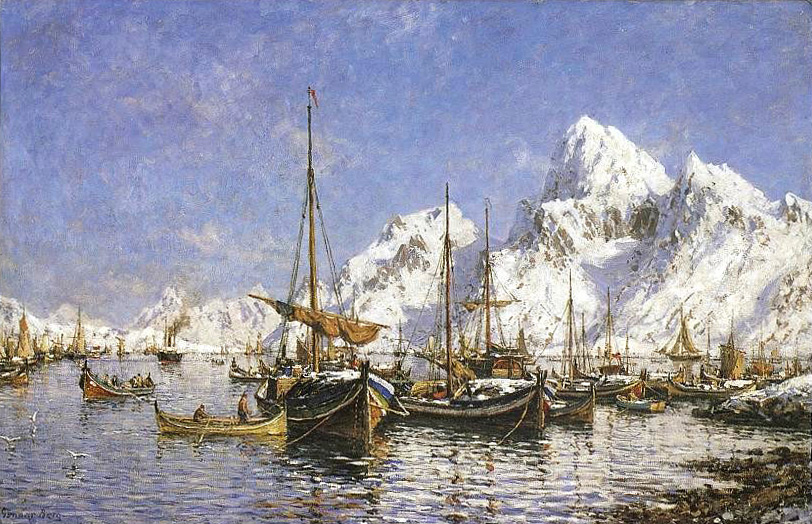
Gunnar Bergs Från Svolvær hamnen, c. 1890. Berg anses vara en av de finaste målarna som porträtterar den nordnorska naturen.

Andra anmärkningsvärda 1800-talsmålare från Norge är: August Cappelen, Peder Balke, Peter Nicolai Arbo, Eilif Peterssen, Gustav Wentzel, Oscar Wergeland, Erik Werenskiold, Asta Nørregaard, Amaldus Nielsen, Oda Krohg, Fritz Thaulow, Carl Sundt-Hansen, Christian Skredsvig, Gunnar Berg, Halfdan Egedius, Theodor Kittelsen, Harald Sohlberg.
Konstnärer från 1900-talets med norsk nationalitet är: Harald Sohlberg, Reidar Aulie, Per Krohg, Arne ekeland, institutt for sosialfag, Kai Fjell, Jakob Weidemann, Håkon Bleken, Jens Johannessen, Ludvig Karsten, Henrik Sørensen, Kjartan Slettemark, Anna-Eva Bergman, Anders Kjær, Svein Johansen, Svein Bolling, Bjørn Carlsen, Bjørn Ransve, Kåre Tveter, Frans Widerberg, Odd Nerdrum, Ida Lorentzen, Knut Rose, Ørnulf Opdahl, Håvard Vikhagen, Leonard Rickhard, Håkon Gullvåg, Kira Wager, Halvard Storm, Lars Elling, Vibeke Barb Slyngstad.
1800-talets skulptörer har Stephan Sinding, Gunnar Utsond, Brynjulf Bergslien och Mathias Skeibrok.
1990-talets skulptörer var bland Gustav Vigeland, Nils Aas, Arnold Haukeland, Bård Breivik, Anne Grimdalen, Kristofer Leirdal, Per Palle Storm, Nina Sundbye, Dyre Vaa och Wilhelm Rasmussen.
I textilkonst har Hannah Ryggen (1894-1970) en unik position. Frida Hansen var en art nouveautextilkonstnär.